# Mike Porcaro
Michael Joseph Porcaro (South Windsor, 29 de maio de 1955 — Los Angeles, 15 de março de 2015), foi um músico estadunidense, baixista da banda Toto entre 1982 e 2007.

## Carreira
Filho de Joe Porcaro, que era músico de jazz, Mike era irmão de Jeff (baterista, morto em 1992) e Steve Porcaro (tecladista), também integrantes do Toto. Entrou oficialmente na banda em 1982, substituindo David Hungate - havia integrado o grupo em apresentações não-oficiais. Segundo o guitarrista Steve Lukather, Mike poderia ser um dos integrantes da formação original.
Além de baixista, chegou a tocar violoncelo na música "Good for You", do álbum Toto IV, e em "After You've Gone", que integrou o disco Mindfields, de 1999.

## Descoberta da ELA e afastamento dos palcos
Em 2007, Mike reclamou de uma dormência em seus dedos, sendo obrigado a deixar o Toto, que o substituiu por Leland Sklar. A banda encerrou suas atividades no ano seguinte, e em fevereiro de 2010, os ex-integrantes, por meio de um comunicado, disseram que o baixista descobriu ser portador de esclerose lateral amiotrófica (ELA), doença degenerativa que ataca o sistema nervoso. Em 2010, numa tentativa de levantar fundos para o tratamento do músico, a banda decidiu retomar a carreira, inclusive com a presença do tecladista Steve Porcaro, irmão de Mike. Para as turnês realizadas entre 2010 e 2014, o Toto escalou Nathan East para assumir o baixo.
Debilitado por conta da ELA, Mike morreu enquanto dormia, em Los Angeles, em 15 de março de 2015. Sua morte foi confirmada por Steve Porcaro em mensagem postada por ele no Facebook.